# قسم خواجه اي الريفي (مقاطعة فيروزآباد)
قسم خواجه‌اي الريفي (بالفارسية: دهستان خواجه‌ای) هي منطقة سكنية تقع في ناحية ميمند في إيران. يقدر عدد سكانها بـ 8,221 نسمة .